# Scalasca
Scalascaは、並列プログラムの計測、解析、最適化を行うためのフリーでオープンソースのソフトウェアである。BSDライセンスでライセンスされている。

## 概要
Scalascaは主に、OpenMPやMPIを使用した科学技術アプリケーションのプロファイリングに使用されている。スーパーコンピュータ上でのランタイム解析をサポートしている。
解析するアプリケーションは、初めに"instrumented"と呼ばれる作業を必要がある。MPIの使用を測定するには、計測ライブラリをアプリケーションにリンクする必要があり、OpenMPの使用を計測するには、Scalascaが修正したコンパイラを使用してソースを再コンパイルする必要がある。